# (31246) 1998 DZ12
1998 دي زد 12 (ويعرف أيضًا باسم (31246) 1998 دي زد 12 وفق تسمية الكوكب الصغير) (بالإنجليزية: 1998 DZ12)‏ هو كويكب ضمن حزام الكويكبات؛ وترتيبه 31246 من حيث الاكتشاف.
اكتُشف هذا الجُرم الفلكي بواسطة توم ستافورد في 24 فبراير 1998.

## وصلات خارجية
- (31246) 1998 DZ12 في قاعدة بيانات مختبر الدفع النفاث لأجرام النظام الشمسي الصغيرة

- الاكتشاف · مخطط المدار ·  العناصر المدارية · المعلمات المادية

- (31246) 1998 DZ12 على موقع ويكي سكاي: DSS2, SDSS, GALEX, IRAS, Hydrogen α, X-Ray, Astrophoto, Sky Map, Articles and images